# Dhoom (série de films)
Pour plus de détails, voir Fiche technique et Distribution.
La série de films Dhoom (धूम) est une série d'action indienne. Commencée en 2004, elle s’achève en 2013 avec la sortie du dernier opus. Les rôles principaux, Jai Dixit et Ali Akbar Fateh Khan, sont respectivement joués par les acteurs indiens Abhishek Bachchan et Uday Chopra.
1. Dhoom de Sanjay Gadhvi (2004)
2. Dhoom 2 de Sanjay Gadhvi (2006)
3. Dhoom 3 de Vijay Krishna Acharya (2013)

## Synopsis

### Dhoom
L'inspecteur Jai Dixit, est appelé à enquêter sur des vols orchestrés par un gang qui sème la terreur. Avec l'aide d'un petit trafiquant de motos nommé Ali, il monte un stratagème pour attraper les voleurs, mais échoue. Kabir, le leader du gang, nargue Dixit en lui disant qu'il ne l'attrapera jamais. Il est correctement prouvé que l'échec de Dixit semble le conduire à la fin de son partenariat avec Ali. Kabir parvient à échapper à Jai et agresse violemment Ali pour sa trahison et s'apprête à le tuer avec une arme à feu mais fut blessé à la main. Un combat s'ensuit entre Kabir et Jai sur le dessus d'un camion, tandis qu'Ali combat Rahul et Tony, les autres membres de gang à l'intérieur. Ali se fraie un chemin dans le siège du conducteur. Kabir tente de s'échapper sur son vélo mais il est ensuite coincé par Jai et Ali et décide de se suicider au lieu d'aller en prison. 

### Dhoom 2
La police se lancent à la poursuite d'un certain Mr."A", as de la cambriole d'envergure internationale aux techniques de pointes, laissant l'initial «A» à chacun de ses vols. Après une série de vols brillamment orchestrés autour du monde, il s'installe à Mumbai et se trouve traqué par Jai, épaulé par son coéquipier Ali et son ancienne camarade de classe Shonali Rose.

### Dhoom 3
En 1990, à Chicago, la banque d'Anderson, Western Bank of Chicago, prête de l'argent à Iqbal Haroon Khan, propriétaire du The Great Indian Circus, qui décide de fermer son établissement alors qu'il est incapable de rembourser ses dettes. Son petit-fils Sahir supplie l'impitoyable Anderson de ne pas fermer le cirque de son père, mais ses plaidoyers ne l'aident pas. Iqbal Khan se suicide, laissant Sahir dévasté. Des années plus tard, Sahir jure par la vengeance. Devenu artiste de cirque, il sait commettre des braquages en utilisant ses talents acrobatiques pour s'échapper. Son originalité : il braque toujours la même banque, celle de Chicago, laissant derrière lui un message en hindi et un masque de clown. Le lieutenant Victoria Williams fait appel à Jai Dixit et son partenaire, Ali, pour l'aider à résoudre l'affaire.

## Distribution
Légende
  D : deux : indique que l'acteur joue deux personnages.
  J : jeune : indique que l'acteur a joué un personnage lorsqu'il était plus jeune ou dans un flashback.
| Personnages          | Films Dhoom       | Films Dhoom       | Films Dhoom                       |
| Personnages          | Dhoom (2004)      | Dhoom 2 (2006)    | Dhoom 3 (2013)                    |
| -------------------- | ----------------- | ----------------- | --------------------------------- |
| ACP Jai Dixit        | Abhishek Bachchan | Abhishek Bachchan | Abhishek Bachchan                 |
| Ali Akbar Fateh Khan | Uday Chopra       | Uday Chopra       | Uday Chopra                       |
| Mme. Sweety Dixit    | Rimi Sen          | Rimi Sen          |                                   |
| Kabir                | John Abraham      |                   |                                   |
| Sheena               | Esha Deol         |                   |                                   |
| Vinod                | Ajay Pande        |                   |                                   |
| Rahul                | Arav Chaudhary    |                   |                                   |
| Tony                 | Farid Amiri       |                   |                                   |
| Rohit                | Rohit Chopra      |                   |                                   |
| ACP Kamal            | Manoj Joshi       |                   |                                   |
| Aryan Mr. "A"        |                   | Hrithik Roshan    |                                   |
| Sunehri              |                   | Aishwarya Rai     |                                   |
| Shonali Bose         |                   | Bipasha Basu[D]   |                                   |
| Monali Bose          |                   | Bipasha Basu[D]   |                                   |
| Sahir Khan           |                   |                   | - Aamir Khan - Siddharth Nigam[J] |
| Samar Khan           |                   |                   | - Aamir Khan - Siddharth Nigam[J] |
| Aaliya               |                   |                   | Katrina Kaif                      |
| Iqbal Haroon Khan    |                   |                   | Jackie Shroff                     |
| Victoria Williams    |                   |                   | Tabrett Bethell                   |
| Mr. Warren Anderson  |                   |                   | Andrew Bicknell                   |

## Sorties et box-office
| Film           | Budget            | Box-office Mondial | Box-office Inde   | Sorties France    | Sorties Inde     |
| -------------- | ----------------- | ------------------ | ----------------- | ----------------- | ---------------- |
| Dhoom (2004)   | 110 000 000 $     | 725 000 000 ₹      | 290 000 000 ₹     | 10 septembre 2004 | 27 août 2004     |
| Dhoom 2 (2006) | 350 000 000 $     | 15 000 000 000 ₹   | 803 000 000 ₹     | 30 novembre 2006  | 24 novembre 2006 |
| Dhoom 3 (2013) | 175 000 000 000 $ | 5 420 000 000 ₹    | 284 000 000 000 ₹ | 25 décembre 2013  | 20 décembre 2013 |